# DistroWatch
DistroWatch — це сайт, який надає новини, рейтинг популярності та інші загальні відомості про різні дистрибутиви, а також інші вільні чи з відкритим вихідним кодом операційні системи (наприклад, OpenSolaris та BSD). Зараз (на 15.01.2015) він містить інформацію про 792 дистрибутиви. Сайт вперше опублікований 31 травня 2001, і підтримується Ладіславом Боднаром (Ladislav Bodnar). ("Distro" є скороченою формою слова англ. distribution; воно популярне в спільноті Linux.)
Сайт містить великі порівняльні діаграми, що детально описують відмінності між наборами пакетів програмного забезпечення та зміни в різних дистрибутивах. У ньому також містяться деякі загальні характеристики дистрибутивів, таких як ціна та список підтримуваних архітектур процесорів. Існує також Distrowatch weekly (часто скорочено DWW), який виходить щопонеділка «як видання з коротким викладом подій у світі дистрибутивів на щотижневій основі». Станом на 17 листопада 2008, після 51/2 років роботи та 278 випусків, Ладіслав вирішив піти у відставку з поста редактора DWW. Ладіслав говорить, що він, як і раніше, буде «доставляти останні новини випуску дистрибутивів і підтримувати всі сторінки в актуальному стані» в той час як DWW буде писати Кріс Смарт (Chris Smart).
Distrowatch має щомісячну програму пожертвувань, спільну ініціативу DistroWatch та двох інтернет-магазинів, що продають недорогі компакт-диски та диски з Linux, BSD та іншим програмним забезпеченням із відкритим вихідним кодом. З моменту запуску програми пожертвувань у березні 2004 року DistroWatch загалом пожертвував $24478 USD різних проектів з відкритим вихідним кодом.
Починаючи з 2019 року найпопулярнішою ОС є MXLinux.

## Точність
Попри те, що Боднар каже: «Я хотів би вірити, що є деяка правда в цифрах, але чесно кажучи, вони не мають великого значення й не повинні сприйматися дуже серйозно», DistroWatch нерідко цитується в ролі посібника з популярності різних дистрибутивів. Її "лічильник відвідування сторінок" було названо найкращим барометром дистрибутивів Linux в Інтернеті.
Було відзначено, що система DistroWatch схильна до підробки статистики, а деякі дистрибутиви було в цьому звинувачено, (наприклад, Ubuntu та Freespire.).

## Поточна статистика дистрибутивів
| Місце | 2011         | 2012         | 2013            | 2014           | 2015            | 2016           | 2017           | 2018           |
| ----- | ------------ | ------------ | --------------- | -------------- | --------------- | -------------- | -------------- | -------------- |
| 1     | Mint (+)     | Mint (=)     | Mint (=)        | Mint (=)       | Mint (=)        | Mint (=)       | Mint (=)       | Manjaro (▲)    |
| 2     | Ubuntu ▼     | Mageia (▲)   | Ubuntu (▲)      | Ubuntu (=)     | Debian (▲)      | Debian (=)     | Debian (=)     | Mint ▼         |
| 3     | Fedora ▼     | Ubuntu ▼     | Debian (▲)      | Debian (=)     | Ubuntu ▼        | Fedora (+)     | Ubuntu (▲)     | elementary (▲) |
| 4     | Debian (▲)   | Fedora ▼     | Mageia ▼        | OpenSUSE (▲)   | OpenSUSE (=)    | OpenSUSE (=)   | OpenSUSE (=)   | MX Linux (▲)   |
| 5     | OpenSUSE ▼   | OpenSUSE (=) | Fedora ▼        | Fedora (=)     | Fedora (=)      | Manjaro (▲)    | Manjaro (=)    | Ubuntu ▼       |
| 6     | Arch (▲)     | Debian ▼     | OpenSUSE ▼      | Mageia ▼       | Mageia (=)      | Ubuntu ▼       | Fedora ▼       | Debian ▼       |
| 7     | PCLinuxOS ▼  | Arch ▼       | PCLinuxOS (▲)   | Arch (▲)       | Manjaro (▲)     | Zorin (▲)      | Zorin (=)      | Solus (▲)      |
| 8     | Puppy (▲)    | PCLinuxOS ▼  | Manjaro (▲)     | elementary (▲) | CentOS (▲)      | elementary (▲) | elementary (=) | Fedora ▼       |
| 9     | CentOS (▲)   | CentOS (=)   | Arch ▼          | CentOS (▲)     | Arch ▼          | CentOS ▼       | CentOS (=)     | OpenSUSE ▼     |
| 10    | Mandriva (▲) | Puppy ▼      | Puppy Linux (=) | Zorin (▲)      | Android-x86 (▲) | Arch ▼         | Arch (=)       | Zorin ▼        |

| Рік  | Місце | Дистрибутив   | Кліків за день | Примітки                             |
| ---- | ----- | ------------- | -------------- | ------------------------------------ |
| 2002 | 1     | Mandrake      | 473            | В цей час має назву Mandriva         |
| 2002 | 2     | Red Hat Linux | 453            |                                      |
| 2002 | 3     | Gentoo        | 326            |                                      |
| 2002 | 4     | Debian        | 311            |                                      |
| 2002 | 5     | Sorcerer      | 253            |                                      |
| 2003 | 1     | Mandrake      | 770            |                                      |
| 2003 | 2     | Red Hat Linux | 631            |                                      |
| 2003 | 3     | Knoppix       | 489            | Live CD, заснована на Debian         |
| 2003 | 4     | Gentoo        | 460            |                                      |
| 2003 | 5     | Debian        | 428            |                                      |
| 2004 | 1     | Mandrake      | 1457           |                                      |
| 2004 | 2     | Fedora Core   | 1202           | Заснована на спільноті Red Hat Linux |
| 2004 | 3     | Knoppix       | 910            | Live CD, заснований на Debian        |
| 2004 | 4     | SUSE          | 858            |                                      |
| 2004 | 5     | Debian        | 832            |                                      |
| 2005 | 1     | Ubuntu        | 2546           | Заснована на Debian                  |
| 2005 | 2     | Mandriva      | 1664           |                                      |
| 2005 | 3     | SUSE          | 1451           |                                      |
| 2005 | 4     | Fedora Core   | 1211           |                                      |
| 2005 | 5     | MEPIS         | 1145           | Заснована на Debian                  |
| 2006 | 1     | Ubuntu        | 2640           | Заснована на Debian                  |
| 2006 | 2     | openSUSE      | 2027           | Заснована на спільноті SUSE Linux    |
| 2006 | 3     | Fedora Core   | 1444           |                                      |
| 2006 | 4     | MEPIS         | 1045           | Заснована на Debian                  |
| 2006 | 5     | Mandriva      | 1015           |                                      |
| 2007 | 1     | Ubuntu        | 2519           | Заснована на Debian                  |
| 2007 | 2     | PCLinuxOS     | 2502           | Заснована на Mandriva                |
| 2007 | 3     | openSUSE      | 1596           |                                      |
| 2007 | 4     | Fedora        | 1332           |                                      |
| 2007 | 5     | Sabayon       | 1087           |                                      |
| 2008 | 1     | Ubuntu        | 2325           | Заснована на Debian                  |
| 2008 | 2     | openSUSE      | 1740           |                                      |
| 2008 | 3     | Linux Mint    | 1458           | Заснована на Ubuntu                  |
| 2008 | 4     | Fedora        | 1376           |                                      |
| 2008 | 5     | PCLinuxOS     | 1147           | Заснована на Mandriva                |
| 2009 | 1     | Ubuntu        | 2249           | Заснована на Debian                  |
| 2009 | 2     | Fedora        | 1569           |                                      |
| 2009 | 3     | Linux Mint    | 1408           | Заснована на Ubuntu                  |
| 2009 | 4     | openSUSE      | 1367           |                                      |
| 2009 | 5     | Debian        | 1034           |                                      |
| 2010 | 1     | Ubuntu        | 2185           | Заснована на Debian                  |
| 2010 | 2     | Fedora        | 1517           |                                      |
| 2010 | 3     | Linux Mint    | 1487           | Заснована на Ubuntu                  |
| 2010 | 4     | openSUSE      | 1231           |                                      |
| 2010 | 5     | Debian        | 1067           |                                      |
| 2011 | 1     | Linux Mint    | 2618           | Заснована на Ubuntu                  |
| 2011 | 2     | Ubuntu        | 2195           | Заснована на Debian                  |
| 2011 | 3     | Fedora        | 1628           |                                      |
| 2011 | 4     | Debian        | 1405           |                                      |
| 2011 | 5     | openSUSE      | 1386           |                                      |

## Зовнішні джерела
- DistroWatch [Архівовано 6 серпня 2017 у Wayback Machine.]
- DistroWatch one of "Top 101 web sites" [Архівовано 25 липня 2008 у Wayback Machine.] ranked by PC Magazine
- DistroWatch.com was featured on Voice of America's Website of the Week programme